# Andrew Ebbett
Andrew Ebbett, född 2 januari 1983, är en kanadensisk professionell ishockeyspelare som spelar för SC Bern i NLA. Han har tidigare representerat Pittsburgh Penguins, Vancouver Canucks, Phoenix Coyotes, Minnesota Wild, Chicago Blackhawks och Anaheim Ducks i NHL.
Ebbett blev aldrig draftad av något lag.